# Scandalo (film 1976)
Scandalo è un film del 1976 diretto da Salvatore Samperi.

## Trama
Francia 1940. In una cittadina di provincia, alla vigilia dell’invasione tedesca, la vita della farmacista Eliane Michoud, donna elegante e frustrata, si svolge in modo monotono accanto al marito Henri, intellettuale vanitoso e distaccato, dedito più alla poesia che alla realtà coniugale. Eliane trascorre le giornate nella sua farmacia, dove lavora anche Juliette, prosperosa e disinibita commessa, e il giovane Armand, garzone introverso e pieno di rancore verso la classe borghese. Un equivoco sensuale innesca l’innesco della relazione proibita: una sera, nel retrobottega buio della farmacia, Armand confonde Eliane per Juliette e si lascia andare a un gesto audace. La donna lo respinge ma l’incidente accende in lei una miccia inesplorata. Nei giorni successivi, Armand riprende ad avvicinarsi sempre più, fino a trasformare la farmacista in una complice riluttante ma affascinata da quel gioco di dominio. Dapprima solo sfiorata, poi umiliata pubblicamente, Eliane scivola in una spirale di sottomissione totale, fino a perdere progressivamente ogni controllo sulla propria dignità, soggiogata dal desiderio e da una paradossale fascinazione. Il climax dell’umiliazione cresce mentre Eliane, ormai passiva pedina nelle mani del suo aguzzino, si trova a dover compiere gesti sempre più degradanti, anche davanti agli occhi di altri. Intorno a loro, la figlia adolescente Justine osserva con crescente inquietudine il cambiamento della madre, ignara del segreto che la sta divorando. In un crescendo morboso e senza scampo, Armand chiede ad Eliane una prova d'amore che supera ogni limite, conducendo tutti verso un epilogo cupo e irreversibile, nel quale erotismo, dolore e disfacimento morale si fondono nella tragedia.